# 川滇茜草
川滇茜草（学名：Rubia edgeworthii）为茜草科茜草属下的一个种。

## 扩展阅读
- 維基物種上的相關：川滇茜草